# Cerf-volant du bout du monde
Pour plus de détails, voir Fiche technique et Distribution.
Cerf-volant du bout du monde est un film franco-chinois réalisé par Roger Pigaut et sorti en 1958. 
Il s'agit de la première coproduction franco-chinoise.

## Synopsis
Dans les années 1950, à Montmartre, une bande d'enfants avec à sa tête Pierrot, toujours accompagné de sa petite sœur Nicole, découvre un magnifique cerf-volant échoué dans un arbre. Par ruse, Pierrot et ses amis récupèrent le cerf-volant et y découvrent une lettre écrite en chinois.
Grâce à un antiquaire qui leur traduit la lettre, les enfants apprennent qu'un petit garçon chinois, Song Tsiao Tsing, attend une réponse. Hélas, l'adresse est restée dans la queue du cerf-volant volée par Bébert, un ancien de la bande. L'antiquaire leur apprend également que le personnage représenté sur le cerf-volant est Sou Wou Kong, le roi des singes.
Pierrot, au fond de son lit, rêve que ce singe les transporte en Chine, lui et sa sœur, à la recherche de l'auteur de la lettre.

## Fiche technique
- Titre : Cerf-volant du bout du monde
- Réalisateur : Roger Pigaut, Wang Kia-Yi
- Assistant réalisateur : Edouard Luntz
- Scénario : Roger Pigaut, Antoine Tudal, Wang Kia-Yi
- Producteurs : Roger Pigaut, Jean Tourane, Ignace Morgenstern
- Directeur de production : Yves Laplanche
- Société : Garance, Tourane, Cocinor, Studio de Pékin
- Photographie : Henri Alekan
- Musique : Louis Bessières
- Décors : Claude Moesching
- Son : Jean-Claude Marchetti, William Sivel
- Conseiller artistique: Pierre Prévert
- Pays de production :  France -  Chine
- Langue : français et mandarin
- Format : Couleur - 1,37:1 - 35 mm - Son mono
- Genre : Aventure, Film pour la jeunesse
- Durée :  82 minutes
- Date de sortie : 
  - France : 17 décembre 1958

## Distribution
- Patrick de Bardine : Pierrot
- Sylviane Rozenberg : Nicole, la petite sœur de Pierrot
- Gérard Szymanski : Bébert, le rival de Pierrot
- Jacques Faburel : Lajoie
- Alain Astié : Jolivar
- Henri Blanchar : Lévêque
- Georges Desplaces : Fontana
- Raphaël Hassan : Nono
- Claude Bougis : Claude
- Gabrielle Fontan : la concierge
- Claire Gérard : une commère
- Annie Noël : une dame
- Guy Delorme : le sergent des sapeurs-pompiers
- Charles Vissières : le vieux
- Jacques Kubista
- Chang Chun-hua
- Monique Hoa : Monique
- Lou P'ung
- Souan Won-kong
- Tchen Tchen-ming
- Tien Hsieh
- Ying-Ghi-Yun

## Lieux de tournage
Le film a été tourné du 29 juillet au 29 décembre 1957 majoritairement en France dans le quartier de Montmartre et en Chine, dont des scènes dans la Cité interdite. Au début du film, on peut apercevoir le Taj Mahal, l'Acropole d'Athènes, et le Château Saint-Ange de Rome.

## Distinctions
- Festival international du film de Karlovy Vary 1958 : Prix de la meilleure photographie
- Prix de la Fraternité 1958
- Grand Prix du Film pour la Jeunesse 1958

## Box-office
Box-office  France : 858 738 entrées